# Нафта стабілізована
Нафта стабілізована (рос. нефть стабилизированная; англ. stabilized oil; англ. stabilisiertes Erdöl n) – нафта, з якої вилучено легкі вуглеводні, яка практично нездатна випаровуватися в атмосферу і тиск насиченої пари якої є не більше 0,066 МПа.